# M (maandblad)
M, of Maandblad M was het maandblad van het NRC Handelsblad. Het blad verscheen voor het eerst in december 1998 toen het nog Magazine heette. Sinds maart 2000 verscheen M elke eerste zaterdag van de maand. In april 2009 hield het blad op te bestaan; het werd vervangen door een wekelijkse bijlage bij de zaterdagkrant in magazinevorm.
In M stonden verschillende soorten artikelen, zoals onderzoeksjournalistiek, essays maar ook fotoreportages.
In 2024 heet het maandelijkse NRC-tijdschrift weer NRC-Magazine.